# Ribera d'Aituà
La Ribera d'Aituà és un riu de la comarca del Conflent, a la Catalunya del Nord, que neix en el terme de Saorra, al Prat d'Avet, prop de la font d'aquest nom, en el vessant nord-est del Pic de Tres Estelles.
Està situada al sud-est i est del terme d'Escaró i al sud-oest del de Saorra.
Al cap de 135 metres del seu naixement esdevé termenal entre Saorra i Escaró. Més de la meitat del seu recorregut desenvolupa aquest paper, travessa el Bosc Comunal de Tres Estelles, fins que, quan arriba al Trauc d'Alaric, on rep per l'esquerra el Còrrec de Fontguerra, el riu entre plenament en el terme d'Escaró. En aquest primer tram, a causa de l'orografia que travessa, la Ribera d'Aituà té un traçat sinuós, bàsicament de sud a nord, però alhora fent un arc cap a llevant. Poc després del Trauc d'Alaric, la ribera travessa la zona dels Clots dels Meners, on hi havia les mines d'Aituà; de seguida arriba al costat oest del poble d'Aituà, on rep per l'esquerra el Còrrec dels Racons, i on es decanta clarament cap al nord-oest, rep per l'esquerra el Còrrec de l'Argentinàs i per la dreta el del Coll de Fins, que hi aporta també els còrrecs de les Costes (el segon del mateix nom) i dels Clots (el segon amb aquest nom), fins que s'aboca en la Ribera de Vallmarçana just davant del Molí d'Aituà.